# Democrazia Radicale
Democrazia Radicale (in spagnolo: Democracia Radical - DR), designato inizialmente come Movimento di Unità Democratica (Movimiento de Unidad Democrática), fu partito politico cileno di orientamento liberale operativo dal 1969 al 1990.

## Storia
Il partito fu fondato nel 1969 dalla componente del Partito Radicale del Cile contraria a sostenere la candidatura del socialista Salvador Allende alle elezioni presidenziali del 1970: fu così che alcuni esponenti radicali dettero vita al «Movimento di Unità Democratica», poi registratosi col nome di «Democrazia Radicale», e appoggiarono il candidato del Partito Nazionale Jorge Alessandri. Il Congresso, chiamato a scegliere tra Allende e Alessandri (risultati i due candidati più votati), elesse poi l'esponente socialista, su cui si appuntarono anche i voti del Partito Democratico Cristiano.
In vista delle elezioni parlamentari del 1973 Democrazia Radicale entrò a far parte della Confederazione della Democrazia, insieme al Partito Nazionale e allo stesso Partito Democratico Cristiano, e si attestò attorno al 2% dei voti, ottenendo due seggi alla Camera.
Alle elezioni parlamentari del 1989, le prime dopo la fine della dittatura di Augusto Pinochet, il partito siglò un accordo con Avanzata Nazionale e dette vita ad «Alleanza di Centro», restando fuori dal Parlamento; alle elezioni presidenziali sostenne invece Hernán Büchi, candidato di riferimento di Democrazia e Progresso (coalizione formata da Unione Democratica Nazionale e Rinnovamento Nazionale).
Nel 1990 si fuse col Partito Nazionale e con Avanzata Nazionale: il nuovo soggetto politico, denominato «Democrazia Nazionale di Centro» (Democracia Nacional de Centro), nel 1991 riprese il nome di Partito Nazionale e nel 1994 confluì nell'Unión de Centro Centro.

## Risultati
| Elezione          | Elezione | Voti   | %    | Seggi   |
| ----------------- | -------- | ------ | ---- | ------- |
| Parlamentari 1973 | Camera   | 70.582 | 1,94 | 2 / 150 |
| Parlamentari 1973 | Senato   | 47.992 | 2,18 | 0 / 25  |
| Parlamentari 1989 | Camera   | 28.575 | 0,42 | 0 / 120 |
| Parlamentari 1989 | Senato   | 28.695 | 0,42 | 0 / 38  |